# Средние Адам-Учи
Средние Адам-Учи (удм. Шорын Адам-Учи) — заброшенная деревня в Граховском районе Удмуртии, на реке Адамка.

## История
До 1921 года деревня входила в состав Граховской волости Елабужского уезда (с 1921 года — Можгинского уезда). С 1924 по 1954 годы деревня входила в состав Русско-Адам-Учинского сельсовета. В 1954 году Русско-Адам-Учинский сельсовет был ликвидирован и входившие в него деревни присоединены к Граховскому сельсовету.
Указом Президиума Верховного Совета УАССР от 21 ноября 1985 года деревня Средние Адам-Учи Граховского сельсовета была исключена с учёта.